# Misije San Antonio
Misije San Antonio (engleski: San Antonio Missions) je skupina od pet pograničnih kršćanskih misijskih kompleksa duž doline rijeke San Antonio u južnom Teksasu, i jedan ranč koji se nalazi 37 km južnije. Oni uključuju građevine i arheološke iskopine, farme, rezidencije, crkve i žitnice, kao i vodoopskrbne sustave. Komplekse su izgradili franjevci misionari u 18. stoljeću i predstavljaju napore španjolske krune da koloniziraju, evangeliziraju i odbrane sjevernu granicu Nove Španjolske. San Antonio misije su također primjer prepletanja španjolske i Coahuiltecan kultura, u različitim značajkama kao što su dekorativni elemenati crkava koji kombiniraju katoličke simbole s autohtonim dizajnom inspiriranim prirodom. Zbog toga su San Antonio misije upisane na UNESCO-ov popis mjesta svjetske baštine u Sjevernoj Americi 2015. godine.
Od sjevera (uzvodno od San Antonio rijeke) do juga (nizvodno) misije se nižu: misija Concepcion, misija San Jose, misijaSan Juan, i misija Espada. Espada akvadukt, također dio parka, nalazi se istočno od misije San Juan, preko rijeke. Peta (i najpoznatija) misija u dolini San Antonio, Alamo, nije dio parka, nego je u vlasništvu države Teksas, te njime upravlja društvo „Kćeri Republike Teksas”; a nalazi se uzvodno od misije Concepcion u povijesnom središtu grada San Antonio. Nacionalni povijesni park San Antonio misija je nacionalno povijesno mjesto SAD-a koje se sastoji od četiri pogranična kršćanska misijska kompleksa (Alamo ne pripada parku)).

## Povijest
Nakon 10.000 godina prosperiteta kulture i narodi južnog Teksasa su se našli u opasnosti. Naime, početkom 18. stoljeća Apaši su ih napali sa sjevera, smrtonosne bolesti su doputovale iz Meksika, a suša se odužila. Opstanak ime je ležao u misijama. Ulaskom u misiju, oni su odbacivali svoj tradicionalni život i postali Španjolcima, prihvativši novu religiju i obećavajući vjernost dalekom i nevidljivom kralju.

## Zaštićeni lokaliteti
| Slika | Ime | Godina  | Površina | Koordinate                                    | Odlike |
| ----- | --- | ------- | -------- | --------------------------------------------- | --- |
|       | Misija sv. Franje od Espade (španjolski: Misión San Francisco de la Espada)                                       | 1690.   | 94,7 ha  | 29°19′41″N 98°27′36″W / 29.32806°N 98.46000°W | Prva misija osnovana u Teksasu kako bi se preobratili Nabedache nije uspjela. Naime, nakon što je osnovana epidemija malih boginja je ubila oko 3.300 indijanaca, a suša je potrajala dvije godine. Franjevci su spalili misiju i povukli se do Monclova. Ponovno je obnovljena 1719. i 1721., ali je zaživjela tek kada je premještena na današnju lokaciju 1731. god. |
|       | Misija sv. Josipa od Aguayoa (španjolski: Mission San José y San Miguel de Aguayo)                                | 1720.   | 94,7 ha  | 29°21′42″N 98°28′48″W / 29.36167°N 98.48000°W | Osnovana zbog prenapučenosti Misije San Antonio de Valero gdje su se smjestili Coahuiltecan izbjeglice. Crkva je podignuta 1768. god. od lokalnog vapnenca, a misijska zemlja je poklonjena indijancima 1794., da bi misija bila službeno ugašena 1824. god. Nakon toga su građevine propadale, ali su obnovljene kada su 1933. proglašene za nacionalni spomenik. |
|       | Misija Gospe od bezgrašnog začeća od Acune (španjolski: Misión Nuestra Señora de la Purísima Concepción de Acuña) | 1716.   | 13,3 ha  | 29°23′26″N 98°29′32″W / 29.39056°N 98.49222°W | Izvorno osnovana 1716. u istočnom Teksasu kako bi se preobratili Hasinai, misija je premještena 1731. god. u San Antonio. Osnovali su ju franjevci i najbolje je sačuvana misija u Teksasu. Na ovom mjestu je odigrana „Bitka za Concepción” 28. kolovoza 1835. između meksičke vojske i teksaških pobunjenika koje je vodio James Bowie. |
|       | Misija sv. Antuna od Valera (španjolski: Mission San Antonio de Valero)                                           | 1716.   | 1,7 ha   | 29°25′33″N 98°29′09″W / 29.42583°N 98.48583°W | Osnovao ju je otac Antonio de Olivares na zahtjev novih vlasti kako bi se poboljšala komunikacija u ovom zabačenom dijelu Carstva i njezin nastanak se smatra za osnutak grada San Antonija. Ubrzo su u blizini osnovane i druge misije, a crkva je podignuta 1750-ih, ali nikada nije dovršena. God. 1793., misija je sekularizirana i naposljetku napuštena. Deset godina kasnije pretvorena je u meksičku vojnu utvrdu Alamo koju je tijekom Teksaške revolucije zauzela malena skupina Teksašana. Oni su 6. ožujka 1836. god. teško pobijeđeni u slavnoj Bitki za Alamo. Nakon što 1849. god. SAD anektirao Teksas, Alamo je napušten, ali ga je 1892. god. kupila, i od tada njime upravlja, udruga „Kćerke republike Teksas (DRT)”. |
|       | Ranč koza (španjolski: Rancho de las Cabras)                                                                      | 1750-ih | 40 ha    | 29°5′42″N 98°10′00″W / 29.09500°N 98.16667°W  | Misija San Francisco de la Espada je osnovala ovaj ranč, oko 45 km jugoistočno od misije, kako bi smjestila stoku koja je ugrožavala rane stanovnike San Antonija. Indijanci iz misije su skrbili za brojne krave, ovce, koze i konje u ovom utvrđenom ranču. Tu su živjeli poprilično neovisno, tek s obvezom povremene opskrbe misije životinjama, no bili su podložni napadima ratobornih Apaša i naposljetku je službeno napušten 1772. god. No, arheolozi su otkrili da su pokršteni lokalni indijanci kauboji (vaqueros) nastavili obitavati tu dugo poslije. |

## Poveznice
- Franjevačke misije Sierra Gorde u Querétaru
- Isusovačke misije Guarana
- Isusovačke misije Chiquita

## Vanjske poveznice
- Službene stranice parka (engl.)
- The San Antonio Missions San Antonio Conventions and Visitors Bureau (engl.)